# 破局噴火
破局噴火（はきょくふんか）は、地下のマグマが一気に地上に噴出する壊滅的な噴火形式を表す用語。地球規模の環境変化や大量絶滅の原因となるものを指す。なお、正式な学術用語としてはウルトラプリニー式噴火（英語: Ultra Plinian）、大規模なカルデラの形成を伴うことからカルデラ噴火と呼ぶ場合もある。また、このような噴火をする超巨大火山をスーパーボルケーノ（英語: Supervolcano）と呼ぶ。

## 語源
「破局噴火」という言葉は、もともと石黒耀が2002年に発表した小説『死都日本』のために考案した用語である。作中の設定では、南九州の加久藤カルデラが約30万年ぶりの超巨大噴火を起こし、火山噴火予知連絡会はこれを「じょうご型カルデラ火山の破局“的”噴火」と発表したが、NHKの臨時報道番組のキャスターが「破局噴火」と間違えて連呼したことにより、日本国内のみならず海外においても「近代国家が破滅する規模の爆発的巨大噴火」をHakyokuhunkaと呼ぶようになったと設定されている。 
『死都日本』は現実の火山学者からも超巨大噴火をリアリティーを持って描いた作品と高く評価され、「破局噴火」は作中用語という枠を越えて、実際に起きた（そして将来起きるであろう）そのような大噴火を表す言葉として一部の火山学者やマスコミ報道で使われるようになった。ただし小説中と違って、国際的あるいは学術的な用語としてHakyokuhunkaが通用するには至っておらず、日本でのみ使用される用語である。英語では類似する用語として「Supervolcano」が該当する。

## 定義
2015年現在、世界的な統一された定義は無いとされている。
- 日本では、見かけ噴出量が 100 km3以上を破局的噴火としている研究者がいる[6]。
- アメリカでは、見かけ噴出量が 1000 km3以上を「Supervolcano」としている[6]。

## メカニズム
地下数kmにあるマグマ溜まりのマグマには地圧によって様々なガスが溶け込んでいる。特に珪長質マグマにはその傾向が強い。なんらかの原因によってマグマが急に減圧されるとマグマは発泡し大量のガスを噴出し、マグマ溜まり自体が爆発して地殻表層部を吹き飛ばす大噴火となる。
通常の噴火と異なり、噴火の破壊力は壊滅的な威力となり、火砕流も放射状360度の方向に流走し広大な面積を覆う。半径数十kmの範囲で生物が死滅するばかりでなく、大量の噴出物が成層圏界面（高度約50 km）やその上の中間圏にまで達する結果、地球の気温が下がったり、種族の絶滅の原因になることもある。爆発の後は、地表は大きく陥没しカルデラが形成される。
破局噴火を起こすマグマ溜まりは扁平な形で存在することが多く、噴火せずに地下で固結した珪長質火成岩体の形状が扁平であるという最近の地質学的知見も、それを裏付けている。
第四紀を通じてこのような噴火は九州や北海道をはじめ本州でも何度も起こってきた。姶良カルデラ（錦江湾北部）、阿蘇カルデラ、摩周カルデラ、鬼界カルデラ、十和田カルデラなどがその例である。とりわけ阿蘇カルデラは過去四回にわたって巨大噴火を起こしている。

## 通常の噴火との比較
火山噴火の規模を表す火山爆発指数（VEI）は、噴出物（テフラなど）の量によって決定され、破局噴火はVEIは7から最大の8に相当する。例えば1990年から1995年にかけて噴火した雲仙普賢岳では、火砕流1回あたりのマグマ噴出量としては10 - 1000m3（VEI=0）、5年余りに渡る活動期間中の噴出物の総量では0.2 km3（VEI=4）程度、また20世紀最大の火山噴火とされる1991年のピナトゥボ山噴火はVEI=6であったが、北米のラ・ガリータ・カルデラ、サンフアン火山地域、イエローストーンなどでは1,000 km3の規模となり、火砕流の規模だけでも雲仙普賢岳の1000万倍程度となる。このように破局噴火は火砕流堆積物に代表される噴出するマグマの量が途方も無く多いのが特徴である。

## 第四紀のVEI-7以上の噴火

### 日本国内

9万-8万5000年前の阿蘇4火砕流・火山灰

7300年前の幸屋火砕流と鬼界アカホヤ火山灰

日本ではVEI-7以上の噴火は7000年 - 1万年に1回程度の頻度で発生している。最後のイベントは約7,300年前の鬼界カルデラ。太字はVEI-8。
- 7,300年前 - 鬼界：幸屋（船倉）降下軽石・及びintra-plinian flowとして船倉火砕流 → 大地震 → 竹島（幸屋）火砕流・及びco-ignimbrite ashとして鬼界アカホヤ火山灰。総噴出量 133–183 km3 DRE以上[13]。
- 3万年前 - 姶良：大隅降下軽石・及びintra-plinian flowとして垂水火砕流 → 妻屋火砕流 → 入戸火砕流・及びco-ignimbrite ashとして姶良丹沢テフラ。総噴出量 380 - 430 km3 DRE[14]。
- 3.9万年前 - 屈斜路：屈斜路Ⅰ火砕流。総噴出量 45〜87 km3 DRE。
- 4.6万年前 - 支笏：マグマ水蒸気爆発 → 降下軽石 → 火砕流噴火。総噴出量 100〜130 km3 DRE。
- 8.8万年前 - 阿蘇：Aso-4火砕流。総噴出量 380 - 790 km3 DRE[14]。
- 9.5万年前 - 鬼界：長瀬火砕流・及びco-ignimbrite ashとして鬼界葛原火山灰。総噴出量 138 km3 DRE。
- 10万年前 - 御嶽山 - Pm-Ⅰテフラ。総噴出量 30 km3 DRE。
- 10.5万年前 - 阿多 - 阿多火砕流。総噴出量 188 km3 DRE。
- 10.6万年前 - 洞爺：洞爺火砕流。総噴出量 38〜77 km3 DRE。
- 11.5〜12万年前 - 屈斜路：屈斜路Ⅳ火砕流。総噴出量 180〜370 km3 DRE。
- 13万年前 - 阿蘇：Aso-3火砕流。総噴出量 96 km3 DRE。
- 14.1万年前 - 阿蘇：Aso-2火砕流。総噴出量 32 km3 DRE。
- 17.5万年前 - 阿寒：阿寒第2テフラ。総噴出量 56.8km3 DRE。
- 20〜30万年前 - 鬼首：池月凝灰岩。総噴出量 18〜61km3 DRE。
- 24万年前 - 阿多：阿多鳥浜火砕流。総噴出量 60 km3 DRE以上。
- 26.6万年前 - 阿蘇：Aso-1火砕流。総噴出量 32 km3 DRE。
- 33〜34万年前 - 加久藤：加久藤火砕流。総噴出量 50〜156 km3 DRE。
- 43〜45万年前 - 姶良?：辺川-笠森5テフラ
- 48〜53万年前 - 姶良?：竹山-笠森10テフラ
- 52〜53万年前 - 小林 - 小林火砕流・及びco-ignimbrite ashとして小林-笠森11テフラ。総噴出量 156 km3 DRE。
- 60万年前 - 上宝：上宝火砕流・及び貝塩上宝テフラ。総噴出量 50 km3 DRE。
- 60万年前 - 霧島? - 下門-笠森18テフラ
- 87万年前 - 猪牟田：耶馬渓火砕流・及びピンク火山灰
- 100万年前 - 猪牟田：今市火砕流・及びアズキ火山灰
- 100万年前 - 玉川 - 玉川溶結凝灰岩D。総噴出量 32 km3 DRE。
- 100万年前 - 十勝三股：十勝三股火砕流。総噴出量 130 km3以上。
- 110万年前 - 塔のへつり：西郷火砕流
- 130万年前 - 塔のへつり：芦野火砕流
- 140万年前 - 塔のへつり：隈戸火砕流
- 160万年前 - 白沢天狗山：SK100-Kd24テフラ
- 165万年前 - 爺ヶ岳：大峰-SK110テフラ（kd25）
- 175万年前 - 穂高：恵比寿峠火砕流・及び恵比寿峠-福田テフラ（Kd38）。総噴出量 380 km3 DRE。
- 176万年前 - 穂高：丹生川火砕流・及び穂高-Kd39テフラ。総噴出量 300 km3 DRE。
- 176〜200万年前 - 飛騨山脈のどこか：北沢溶結凝灰岩
- 176〜200万年前 - 穂高?：曽根原溶結凝灰岩
- 200万年前 - 爺ヶ岳?：丹生子溶結凝灰岩
- 200万年前 - 爺ヶ岳?：一宇田溶結凝灰岩
- 200万年前 - 爺ヶ岳?：霊松寺溶結凝灰岩
- 200万年前 - 古焼山?：玉川溶結凝灰岩R4。総噴出量 84 km3 DRE。
- 220万年前 - 爺ヶ岳?：穂高3テフラ
- 220〜230万年前 - 白沢天狗山?：谷口-Tspテフラ

大規模な火砕流噴火によってカルデラが形成された、或いは大規模火砕流・広域テフラで噴出量不明のイベント
- 完新世 - 黒瀬西海穴
- 後期更新世以降 - 硫黄島
- 第四紀 - 明神海丘
- 51万年前 - 北海道中部のどこか：上旭ヶ丘軽石流
- 62万年前 - 豊肥火山地域のどこか：誓願寺-栂テフラ
- 58万年前 - 鬼界：小瀬田テフラ
- 78万年前 - 鬼界?：安房テフラ
- 80万年前 - 向町：芦沢火砕岩など
- 110万年前 - 白滝：オロピリカ火砕流
- 110〜135万年前 - 北海道道央?：支笏泥溶岩[15]
- 125万年前 - 十勝：十勝火砕流
- 130万年前 - 豊肥火山地域のどこか：敷戸テフラ
- カラブリアン期後半 - 仙岩地熱地域：椈森牧場火砕流
- 140万年前 - 田沢湖：太平湖火砕堆積物
- 159万年前 - 北海道道央?：壮瞥火砕流[15]
- 162万年前 - 赤井川：長沢火山噴出物中部
- カラブリアン期? - 栗駒地熱地域：小野田火砕流
- 180万年前 - 仙岩地熱地域：倉沢溶結凝灰岩
- 178〜197万年前 - 仙岩地熱地域?：Kd44-中テフラ
- 190万年前 - 野平：半太郎沢溶結凝灰岩
- 190万年前 - 十勝?：美瑛火砕流
- 206万年前 - 赤井川：長沢火山噴出物下部
- 210万年前 - 飛騨山脈のどこか：坂東2-O1テフラ。大隅石を含む。
- 215万年前 - 飛騨山脈のどこか：OM1-OK2テフラ
- 180〜300万年前 - 大畑：大畑層
- 200〜300万年前 - 赤倉：奥羽山層
- 250万年前? - 七ツ森：宮床凝灰岩
- 260万年前 - 南九州のどこか：山之口火砕流
- 前期更新世〜中新世末期? - 北海道道央?：滝ノ上火砕流[15]

日本におけるVEI-7以上の噴火は、加久藤より上位（33万年前以降）の陸上のイベントについては網羅されていると思われるが、これより下位、あるいは海底火山については網羅しきれていない可能性がある。
- 7300年前に鹿児島県南方沖の海底火山（鬼界カルデラ）で起きた巨大噴火が、当時の南九州で栄えていた縄文文化を壊滅させたことは、考古学上よく知られている[16]。東北地方や朝鮮半島でも赤橙色を帯びた“アカホヤ”と呼ばれる火山砕屑物が見つかっており、極めて規模の大きな破局噴火であったとされる。火砕流は半径100 kmの範囲に広がり、大分県でも50 cmもの厚みのある火山灰層が観察される。
- 阿蘇山では分かっているだけでも過去4回大きな噴火を起こし、約9万年前に起きた噴火は最大級の「破局噴火」であった。この噴火で阿蘇山は山体が崩壊。根子岳だけが唯一残されたが、奇妙な姿を残したのは、その影響を受けていると考えられる。その後、カルデラ湖が一時期出来ていた。カルデラの真ん中に中央火丘が隆起・噴火し、現在の姿になった。

### 日本国外の中期更新世以降のVEI-7以上の噴火
78万年前から現在までにおけるVEI-7以上の噴火。太字はVEI-8。
- 1815年 - タンボラ：1812年から噴火が始まり、クライマックスの1815年4月10日から4月12日にかけてウルトラプリニアン噴火が発生した。噴出量 4 1km3 DRE。噴火に伴う死者7〜12万人。→ 1815年のタンボラ山噴火
- 1257年 - リンジャニ：噴出量 40 km3 DRE.
- 946年 - 長白山：白頭山-苫小牧テフラ。噴出量 30 km3 DRE.
- 3600年前 - サントリーニ：ミノア噴火。 噴出量 82 km3 DRE.
- 4300年前 - セロ・ブランコ（英語版）：噴出量 48 km3 DRE.
- 6400年前 - マコーリー（英語版）：Sandy Bay Tuff. 噴出量 41.7 km3 DRE.
- 7800年前 - クレーターレイク：Mazama Tephra. 噴出量 50 km3 DRE.
- 8400年前 - クリル湖：噴出量 75 km3 DRE.
- 1万年前 - セミソポシュノイ（英語版）：噴出量 50 km3 DRE.
- 1.1万年前 - フィッシャー（英語版）：Fisher Tuff. 55 km3 DRE.
- 1.9万年前 - ロングアイランド：Kiau Ignimbrite. 40 km3 DRE.
- 2万年前 - ザヴァリツキ： Zavaritsky 20ka eruption. 80 km3 DRE.
- 2.5万年前 - タウポ：en:Oruanui eruption. 530 km3 DRE.
- 3.4万年前 - ラナウ（英語版）：Ranau Tuff. 65 km3 DRE.
- 3.5万年前 - バトゥール：Ubud Ignimbrite. 35.7 km3 DRE.
- 3.9万年前 - ゴレーリー（英語版）：Southern sea cliffs. 100 km3 DRE.
- 4万年前 - カンピ・フレグレイ：Campanian Ignimbrite. 157.5km3 DRE.
- 4.4万年前 - ウゾン（英語版）：Uzon Ignimbrite. 62.5 km3 DRE.
- 4.4万年前 - オパラ：98 km3 DRE
- 4.5万年前 - ネモ：Nemo I Ignimbrite. 50 km3 DRE.
- 4.5〜5万年前 - オカタイナ：Rotoehu Ash. 100 km3 DRE以上.
- 5.2万年前 - マニンジャウ（英語版）：Maninjau paroxysmal welded and unwelded tuffs. 102.5 km3 DRE.
- 5.7万年前 - コアテペケ（英語版）：Congo（CGT）. 74.6 km3 DRE.
- 5.9万年前 - チナメカ（英語版）：Old Pacayal Tephra. 77 km3 DRE.
- 7.5万年前 - トバ：Youngest Toba Tuff. 5,300 km3 DRE. 確認される第四紀最大の噴火。
- 7.95万年前 - アティトラン：Los Chocoyos eruption. 1,220 km3.[19]
- 12.4万年前 - エモンズ（英語版）：Old Crow Tephra. 95.7 km3 DRE.
- 15万年前 - カラボソス（英語版）：Loma Seca Tuff - S. 88.5 km3 DRE.
- 16.1万年前 - コス：Kos Plateau Tuff. 60 km3 DRE.
- 16.4万年前 - ロスメロス：Xáltipan Ignimbrite. 115 km3 DRE.
- 18.2万年前 - コルベッティ（英語版）：45 km3 DRE.
- 19.1万年前 - パカヤ：Amatitlán-L Tephra. 217.3 km3 DRE.
- 22.5万年前 - オカタイナ：Haroharo Ignimbrite. 噴出量 40 km3 DRE.
- 23万年前 - レポロア（英語版）：Kaingaroa Ignimbrite. 200 km3 DRE.
- 24万年前 - ロトルア（英語版） & オハクリ（英語版）：Mamaku Ignimbrite. 145 km3 DRE & Ohakuri Ignimbrite. 100 km3 DRE以上. 二つのカルデラが同時に形成。
- 24万年前 - パカヤ：70 km3 DRE
- 24万年前 - オア（英語版）：Qi3 Pumice. 120 km3 DRE.
- 27.5万年前 - カペンガ（英語版）：Pokai Ignimbrite. 100 km3 DRE.
- 28万年前 - オカタイナ：Matahina Ignimbrite. 150 km3 DRE.
- 28万年前 - マニンジャウ：70 km3 DRE
- 30万年前 - カラボソス：Loma Seca Tuff - V. 93.75 km3 DRE.
- 30万年前 - ヴルシニオ（英語版）：Bolsena Ignimbrite. 200 km3 DRE.
- 33万年前 - カペンガ：チンパンジー溶結凝灰岩。50 km3 DRE.
- 33.9万年前 - ファカマル（英語版）：Paeroa Subgroup. 48 km3 DRE.
- 34.9万年前 - ファカマル：Whakamaru Group. 650 km3 DRE.
- 35万年前 - ファカマル：Rangitawa Tephra. 304 km3 DRE以上
- 37.4万年前 - ブラッチャーノ（英語版）：Morphi Tephera. 80 km3 DRE.
- 41万年前 - 茂世路：Medvezhia Ignimbrite. 36 km3 DRE.
- 44.3万年前 - クリル湖：Golygin Ignimbrite. 112.5 km3 DRE.
- 45万年前 - マイポ山：Diamante Tuff. 152.5 km3 DRE.
- 50万年前 - コパウエ：40 km3 DRE
- 50万年前 - トバ：Middle Toba Tuff. 60 km3 DRE.
- 55万年前 - オカタイナ：Quartz-biotite Ignimbrite. 90 km3 DRE.
- 63.1万年前 - イエローストーン：en:Lava Creek Tuff. 900 km3 DRE.
- 65万年前 - アカトラン：Acatlán Ignimbrite. 60 km3 DRE.
- 68万年前 - カペンガ：Matahana A Ignimbrite. 65 km3 DRE.
- 71万年前 - カペンガ：Waiotapu Ignimbrite. 200 km3 DRE.
- 76.7万年前 - ロングヴァレー：en:Bishop Tuff. 625 km3 DRE.
- 78.8万年前 - トバ：Oldest Toba Tuff. 2300 km3 DRE.

## 今後予想される破局噴火
アメリカ合衆国のイエローストーン国立公園には、公園の面積に匹敵する（8,980 km2）超巨大なマグマ溜まりが存在することが確認されている。約220万年前、約130万年前、約64万年前の計3回破局噴火を起こしており、現在貯留している9,000 km3のマグマ溜まりが噴出した際には、人類の存亡の危機となることが予想されている。約64万年前の比較的小さな噴火でも、ワシントン州セント・ヘレンズ山の1980年の噴火（VEI=5）の1,000倍の規模である。そして噴火の周期は約60万年であり、既に最後の噴火から64万年経過している。
イエローストーン国立公園では地震が活発化しており、21世紀初頭の10年間で公園全体が10cm以上隆起し、池が干上がったり、噴気が活発化するなど危険な兆候が観察され、新たに立ち入り禁止区域を設置したり、観測機器を増設したりしている。アメリカ地方紙デンバーポストは、米国地質監査局のリーズ地質科学者が、イエローストーン公園内の湖の底で高さ30m以上、直径600m以上の巨大な隆起を発見したと伝えている。
イギリスの科学者によるシミュレーションでは、もしイエローストーン国立公園の破局噴火が起きた場合、3 - 4日内に大量の火山灰がヨーロッパ大陸に着き、アメリカの75%の土地の環境が変わり、火山から半径1,000 km以内に住む90%の人が火山灰で窒息死し、地球の年平均気温は10度下がり（場所によっては12度）、その寒冷気候は6年から10年間続くとされている。
神戸大学の研究チームは、2014年10月22日、カルデラを形成するような巨大噴火が日本列島で今後100年間に発生する確率は約1%とする試算結果を発表した。2014年に始まった原子力規制委員会における川内原子力発電所の再稼働をめぐる議論では、複数のカルデラが存在する南九州における巨大噴火のリスクをどの程度見積もるかが論じられているが、そのような破局的噴火が発生した場合には鹿児島市を含む鹿児島県の本土部がほぼ全域にわたり壊滅することを意味するため鹿児島県の集団移転も考えなければならず、そのような事象が現実的に考えられるのか慎重に考えるべきとの意見もある。